# Trenčianske Mitice
Trenčianske Mitice (allemand : Trentschinmittitz, hongrois : Trencsénmitta) est un village de Slovaquie situé dans la région de Trenčín.

## Histoire
La première mention écrite du village date de 1269.

## Démographie

### Évolution de la population
| Année:               | 1994. | 2004.   | 2014.   | 2024.    |
| -------------------- | ----- | ------- | ------- | -------- |
| Nombre de personnes: | 735   | 716     | 773     | 877      |
| Différence:          |       | -2,58 % | +7,96 % | +13,45 % |

| Année:               | 2023. | 2024.   |
| -------------------- | ----- | ------- |
| Nombre de personnes: | 858   | 877     |
| Différence:          |       | +2,21 % |